# 2590 Моран
2590 Моран (2590 Mourão) — астероїд головного поясу, відкритий 22 травня 1980 року.
Тіссеранів параметр щодо Юпітера — 3,546.